# كيث ويليس
كيث ويليس (بالإنجليزية: Keith Willis)‏ هو لاعب كرة قدم أمريكية أمريكي، ولد في 29 يوليو 1959 في نيوآرك في الولايات المتحدة.

## وصلات خارجية
- كيث ويليس على موقع مرجع كرة القدم المحترفة.كوم (الإنجليزية)